# Młynek (powiat wrzesiński)
Młynek – opuszczona osada leśna w Polsce położona w województwie wielkopolskim, w powiecie wrzesińskim, w gminie Września.
W latach 1975–1998 miejscowość administracyjnie należała do województwa poznańskiego.
Obecnie niezamieszkana, brak zabudowań.